# Terra Mariana

Terra Mariana 1260, med delar under Livländska orden, Ärkebiskopsdömet Riga, Biskopsdömet Kurland, Biskopsdömet Dorpat, Biskopsdömet Ösel-Wiek och Hertigdömet Estland (Danmark). Grannområden utgörs av Republiken Novgorod, Storfurstendömet Litauen och Tyska Orden (moderorgan till Livländska orden).

Terra Mariana ("Marias Land") var det latinska namnet på Livland under medeltiden. Biskopen Albert av Riga myntade namnet 1201, uppkallat efter Jungfru Maria. Under perioden 1207–1215 var Terra Mariana ett furstendöme inom tysk-romerska riket. Under Fjärde laterankonciliet, hösten 1215, förkunnade påven Innocentius III Livland som Terra Mariana och gav sitt helhjärtade stöd för korståg i syfte att inlemma området i kristenheten. Det geografiska begreppet Terra Mariana användes fram till 1561, då Livland kom under det Polsk-litauiska samväldet som hertigdömet Livland (se livländska kriget).
Namnet "Terra Mariana" (estniska: Marjamaa) har sedan 1900-talets början även använts i Estland som en poetisk beteckning på landet Estland. President Lennart Meri instiftade 1995 Terra Mariana-korsets orden, som utdelas av Estlands president och är den främsta orden som kan utdelas till utländska medborgare.